# Unijny kodeks celny
Unijny kodeks celny (UKC) – akt normatywny obowiązujący w krajach Unii Europejskiej dotyczący prawa celnego, ustanowiony rozporządzeniem Parlamentu Europejskiego i Rady (UE) nr 952/2013 z dnia 9 października 2013 r. (CELEX: 32013R0952).
Poprzednikiem UKC był wspólnotowy kodeks celny (WKC) – pierwotnie ustanowiony rozporządzeniem Rady (EWG) nr 2913/92 z dnia 12 października 1992 r. ustanawiającym wspólnotowy kodeks celny (CELEX: 31992R2913), następnie zastąpiony wspólnotowym kodeksem celnym (zmodernizowanym kodeksem celnym, ZKC) ustanowionym rozporządzeniem Parlamentu i Rady (WE) nr 450/2008 z dnia 23 kwietnia 2008 r. ustanawiającym wspólnotowy kodeks celny (zmodernizowany kodeks celny) (CELEX: 32008R0450). Wprowadzenie Kodeksu miało na celu zebranie w jednym miejscu przepisów wspólnotowego prawa celnego, zawartych w licznych rozporządzeniach i dyrektywach.